# Teatro Nacional Francisco Gavidia
El Teatro Nacional Francisco Gavidia se encuentra ubicado en la ciudad de San Miguel, en El Salvador. Es administrado por la Dirección General de Artes de la Secretaría de Cultura de este país.

## Historia
El año 1901 se creó por decreto ejecutivo la Junta de Fomento de la ciudad de San Miguel, cuyo objetivo era la promoción de obras en beneficio de la comunidad. Entre sus proyectos se encontraba la construcción de un teatro, por lo que su diseño y ejecución se puso en manos del ingeniero graduado de la Universidad de Lovaina, Marcos Letona.   
Letona se inspiró en la Ópera de París, por lo que se dice que es una copia en miniatura de la misma. Las obras duraron desde 1 de enero de 1903 hasta su entrega formal el 25 de diciembre de 1908; y su inauguración se llevó a cabo el 31 de diciembre de 1909 con la obra «La viuda alegre». En los años siguientes la programación principal fue ocupada por las exhibiciones cinematográficas.
El año 1936 el edificio pasó a formar parte del Circuito de Teatros Nacionales, y el 27 de marzo de 1939 fue renombrado como Teatro Nacional «Francisco Gavidia» en honor del renombrado humanista. En los años 1950 alojó una presentación del artista mexicano Pedro Infante.
Sin embargo, con el paso del tiempo el teatro cayó en abandono, por lo que las actividades en el mismo se suspendieron en 1961. De hecho, en 1971 un grupo de entusiastas del arte se tomó el inmueble en protesta por el anuncio de su demolición para erigir allí oficinas estatales.
Para 1975 el teatro pasó a la administración del Ministerio de Educación, por intermedio de la Dirección de Patrimonio Cultural. Para 1988 fue sometido a remodelación, aunque algunas obras no tuvieron feliz resultado. Sin embargo, por decreto legislativo n.º 71, publicado en el Diario Oficial no. 216 del 19 de noviembre, fue declarado Monumento Nacional y también pasó a ser administrado por el Consejo Nacional para la Cultura y el Arte. Dicha entidad sometió al teatro a una nueva remodelación entre los años 2001 y 2006.
Durante las celebraciones del Bicentenario del Movimiento Independentista de 1811, recibió una medalla conmemorativa por sus 100 años de historia de parte de la Asamblea Legislativa.

## Detalles arquitectónicos
El teatro es de estilo neoclásico, y posee dos niveles. En la primera planta se ubica el salón Lobby y en la segunda el salón Foyer. Tiene además cuatro terrazas. La capacidad del Gran Salón es de 450 butacas. Otra característica importante son sus cuatro fachadas vistas.